# Sajópetri
Sajópetri ist eine ungarische Gemeinde im Kreis Miskolc im Komitat Borsod-Abaúj-Zemplén.

## Geografische Lage
Sajópetri liegt 14 Kilometer südöstlich des Komitatssitzes, der Großstadt Miskolc – im beginnenden Tiefland an den Mäandern des Flusses Sajó. Nachbargemeinden im Umkreis von fünf Kilometern sind Sajólád, Kistokaj, Ónod und Bőcs.

## Sehenswürdigkeiten
- Griechisch-katholische Kirche Szent Mihály főangyal, erbaut 1781
- Kiessee (bányató)
- Römisch-katholische Kirche Rózsafüzér királynője
  - In der Kirche befinden sich Statuen von Szent József, Szent Margit sowie dem Kardinal József Mindszenty.
- Weltkriegsdenkmal (I. és II. világháborús emlékmű), erschaffen von Mihály Albecz

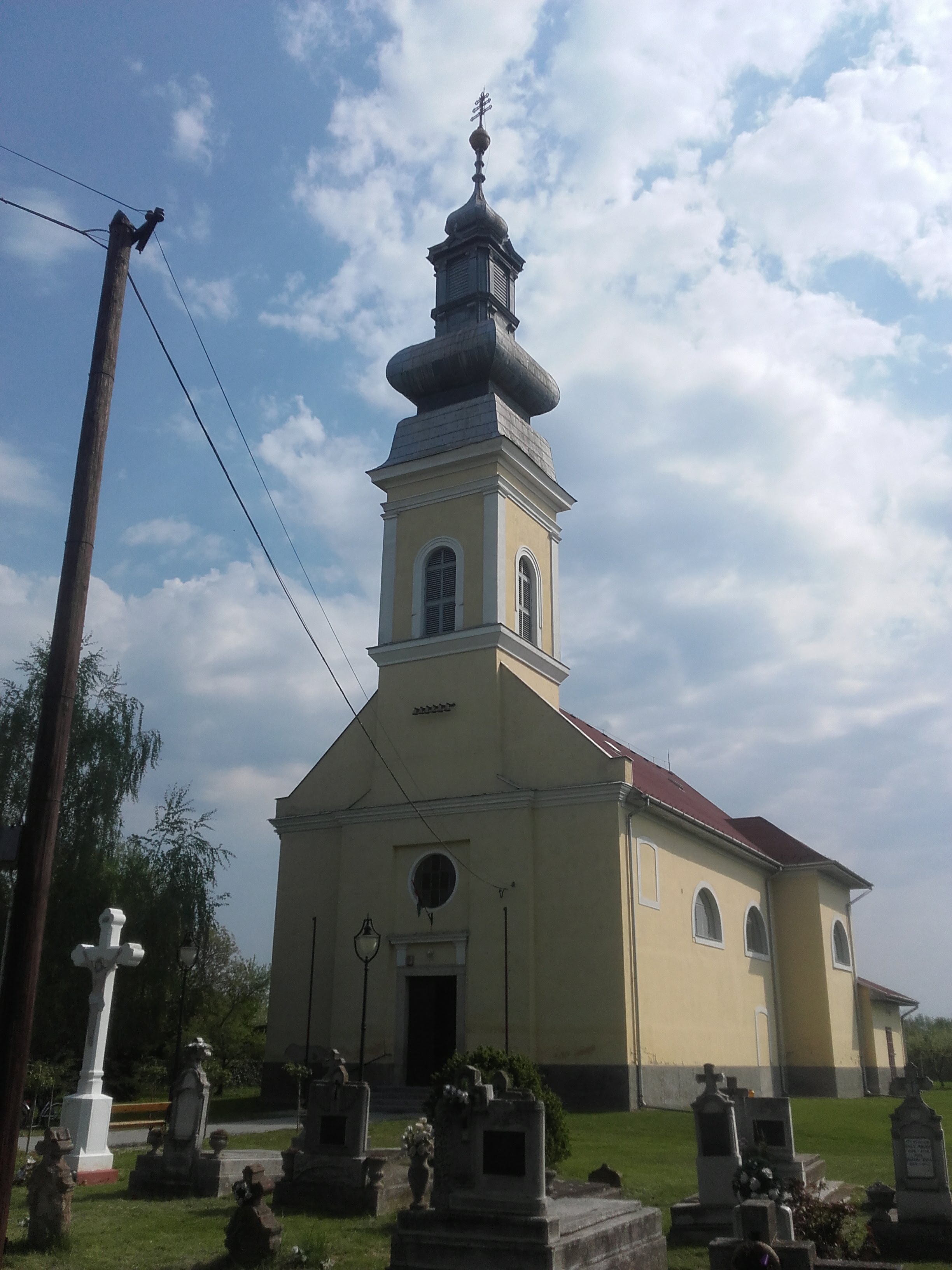
Griech.-kath. Kirche Szent Mihály főangyal

## Verkehr
In Sajópetri treffen die Landstraßen Nr. 3603 und Nr. 3606 aufeinander. Die nächstgelegenen Bahnhöfe befinden sich nördlich in Felsőzsolca und westlich in Kistokaj.